# Ajax (producto de limpieza)
Ajax es un producto químico de limpieza (en forma líquida o en polvo) que elimina gérmenes y manchas, y se vende en tiendas departamentales en más de 194 países del mundo. Es fabricado por Colgate-Palmolive. Sus ingredientes son carbonatos, dodecil benzen sulfanato de sodio (2,45% p/p), fosfato, ácido triclocianúrico (0,4% p/p), perfume, pigmento verde 7.